# 弗里德里希·奥古斯特·沃尔夫
弗里德里希·奥古斯特·沃尔夫（德語：Friedrich August Wolf，1759年2月15日—1824年8月8日）德国古典学家，被认为是古典学和现代语文学的创始人，以研究荷马问题而知名。他代表的“短歌说”认为史诗形成与公元前十三世纪至公元前九世纪，各部分由不同的诗人创作，代代口头相传，后来经过加工，整理成文字，基本部分属于荷马。著作有《荷馬導論》（Prolegomena ad Homerum）。